# Borussia Verein für Leibesübungen 1900 Mönchengladbach 2017-2018
Questa voce raccoglie le informazioni riguardanti il Borussia Verein für Leibesübungen 1900 Mönchengladbach nelle competizioni ufficiali della stagione 2017-2018.

## Stagione
Nella stagione 2017-2018 il Borussia Mönchengladbach, allenato da Dieter Hecking, concluse il campionato di Bundesliga al 9º posto. In coppa di Germania il Borussia Mönchengladbach fu eliminato agli ottavi di finale dal Bayer Leverkusen.

## Rosa
| N. |                        | Ruolo | Calciatore                |
| -- | ---------------------- | ----- | ------------------------- |
| 1  | Svizzera (bandiera)    | P     | Yann Sommer               |
| 2  | Inghilterra (bandiera) | D     | Mandela Egbo              |
| 3  | Inghilterra (bandiera) | D     | Reece Oxford              |
| 4  | Danimarca (bandiera)   | D     | Jannik Vestergaard        |
| 5  | Germania (bandiera)    | C     | Tobias Strobl             |
| 6  | Germania (bandiera)    | C     | Christoph Kramer          |
| 7  | Germania (bandiera)    | C     | Patrick Herrmann          |
| 8  | Svizzera (bandiera)    | C     | Denis Zakaria             |
| 10 | Belgio (bandiera)      | A     | Thorgan Hazard            |
| 11 | Brasile (bandiera)     | A     | Raffael Caetano de Araújo |
| 13 | Germania (bandiera)    | A     | Lars Stindl               |
| 14 | Germania (bandiera)    | D     | Jordan Beyer              |
| 16 | Guinea (bandiera)      | C     | Ibrahima Traoré           |
| 17 | Svezia (bandiera)      | D     | Oscar Wendt               |
| 18 | Svizzera (bandiera)    | A     | Josip Drmić               |
| 19 | Stati Uniti (bandiera) | C     | Fabian Johnson            |
| 20 | Paraguay (bandiera)    | A     | Julio Villalba            |

| N. |                       | Ruolo | Calciatore        |
| -- | --------------------- | ----- | ----------------- |
| 21 | Germania (bandiera)   | P     | Tobias Sippel     |
| 22 | Slovacchia (bandiera) | C     | László Bénes      |
| 23 | Germania (bandiera)   | C     | Jonas Hofmann     |
| 24 | Germania (bandiera)   | D     | Tony Jantschke    |
| 25 | Germania (bandiera)   | D     | Justin Hoffmanns  |
| 26 | Paraguay (bandiera)   | A     | Raúl Bobadilla    |
| 27 | Francia (bandiera)    | C     | Mickaël Cuisance  |
| 28 | Germania (bandiera)   | D     | Matthias Ginter   |
| 29 | Francia (bandiera)    | D     | Mamadou Doucouré  |
| 30 | Svizzera (bandiera)   | D     | Nico Elvedi       |
| 31 | Germania (bandiera)   | A     | Ba-Muaka Simakala |
| 32 | Italia (bandiera)     | C     | Vincenzo Grifo    |
| 35 | Germania (bandiera)   | P     | Moritz Nicolas    |
| 38 | Germania (bandiera)   | D     | Marcel Benger     |
| 39 | Germania (bandiera)   | C     | Aaron Herzog      |
| 42 | Germania (bandiera)   | D     | Florian Mayer     |

## Organigramma societario
Area tecnica
- Allenatore: Dieter Hecking
- Allenatore in seconda: Otto Addo, Dirk Bremser, Frank Geideck
- Preparatore dei portieri: Uwe Kamps
- Preparatori atletici: Alexander Mouhcine, Markus Müller, Andreas Schlumberger, Andreas Bluhm

## Risultati

### Bundesliga

#### Girone di andata
| Arbitro: | Aytekin |

|            |           |  |
| Elvedi 49’ | Marcatori |  |

| Arbitro: | Stegemann |

|                            |           |                      |
| Finnbogason 1’ Córdova 89’ | Marcatori | 7’ Zakaria 30’ Wendt |

| Arbitro: | Kampka |

|  |           |             |
|  | Marcatori | 13’ Boateng |

| Arbitro: | Fritz |

|                         |           |                              |
| Werner 17’ Augustin 31’ | Marcatori | 25’ (rig.) Hazard 61’ Stindl |

| Arbitro: | Storks |

|                         |           |  |
| Raffael 57’, 74’ (rig.) | Marcatori |  |

| Arbitro: | Gräfe |

|                                                     |           |            |
| Philipp 28’, 38’ Aubameyang 45’, 49’, 62’ Weigl 79’ | Marcatori | 66’ Stindl |

| Arbitro: | Dingert |

|                              |           |            |
| Ginter 67’ Hazard 90’ (rig.) | Marcatori | 71’ Harnik |

| Arbitro: | Schmidt |

|  |           |                            |
|  | Marcatori | 27’ Stindl 34’ Vestergaard |

| Arbitro: | Dankert |

|            |           |                                                             |
| Johnson 7’ | Marcatori | 48’ Bender 59’ Bailey 61’ Brandt 69’ Volland 81’ Pohjanpalo |

| Arbitro: | Osmers |

|              |           |                                       |
| Demirbay 25’ | Marcatori | 61’ Hazard 79’ Ginter 82’ Vestergaard |

| Arbitro: | Jablonski |

|                 |           |            |
| Vestergaard 67’ | Marcatori | 19’ Diallo |

| Arbitro: | Dankert |

|                         |           |                                              |
| Ibišević 28’ Weiser 71’ | Marcatori | 5’ Stindl 14’ (rig.) Hazard 20’, 77’ Raffael |

| Arbitro: | Gräfe |

|                              |           |           |
| Hazard 39’ (rig.) Ginter 44’ | Marcatori | 74’ Vidal |

| Arbitro: | Cortus |

|                                    |           |  |
| Malli 4’ Didavi 25’ Guilavogui 71’ | Marcatori |  |

| Arbitro: | Stegemann |

|            |           |                        |
| Kramer 24’ | Marcatori | 62’ (aut.) Vestergaard |

| Arbitro: | Aytekin |

|                     |           |  |
| Petersen 20’ (rig.) | Marcatori |  |

| Arbitro: | Schmidt |

|                            |           |          |
| Hazard 9’ Raffael 74’, 79’ | Marcatori | 53’ Hahn |

#### Girone di ritorno
| Arbitro: | Zwayer |

|                          |           |             |
| Sørensen 34’ Terodde 90’ | Marcatori | 69’ Raffael |

| Arbitro: | Steinhaus |

|                       |           |  |
| Ginter 10’ Hazard 90’ | Marcatori |  |

| Arbitro: | Fritz |

|                       |           |  |
| Boateng 43’ Jović 90’ | Marcatori |  |

| Arbitro: | Stieler |

|  |           |             |
|  | Marcatori | 89’ Lookman |

| Arbitro: | Willenborg |

|            |           |  |
| Ginczek 5’ | Marcatori |  |

| Arbitro: | Dankert |

|  |           |          |
|  | Marcatori | 32’ Reus |

| Arbitro: | Kampka |

|  |           |            |
|  | Marcatori | 72’ Kramer |

| Arbitro: | Cortus |

|                                 |           |                            |
| Zakaria 5’ Moisander 33’ (aut.) | Marcatori | 59’ Delaney 78’ Jóhannsson |

| Arbitro: | Hartmann |

|                       |           |  |
| Alario 39’ Brandt 90’ | Marcatori |  |

| Arbitro: | Petersen |

|                                 |           |                                               |
| Drmić 33’ Stindl 72’ Ginter 90’ | Marcatori | 13’ Hübner 58’ (rig.) Kramarić 73’ Grillitsch |

| Magonza 1º aprile 2018, ore 18:00 28ª giornata | Magonza | 0 – 0 referto | Borussia M'gladbach | Opel Arena (30.173 spett.)\| Arbitro: \| Gräfe \| |
| Arbitro:                                       | Gräfe   |               |                     |                                                   |

| Arbitro: | Steinhaus |

|                        |           |           |
| Hazard 75’, 79’ (rig.) | Marcatori | 40’ Kalou |

| Arbitro: | Kampka |

|                                                      |           |          |
| Wagner 37’, 41’ Thiago 51’ Alaba 67’ Lewandowski 82’ | Marcatori | 9’ Drmić |

| Arbitro: | Stieler |

|                                  |           |  |
| Stindl 8’ Raffael 35’ Kramer 44’ | Marcatori |  |

| Arbitro: | Osmers |

|                      |           |             |
| Caligiuri 45’ (rig.) | Marcatori | 32’ Raffael |

| Arbitro: | Gräfe |

|                                 |           |                 |
| Hazard 18’ Elvedi 57’ Drmić 64’ | Marcatori | 59’ Kleindienst |

| Arbitro: | Brych |

|                            |           |           |
| Hunt 11’ (rig.) Holtby 63’ | Marcatori | 28’ Drmić |

### Coppa di Germania
| Arbitro: | Ittrich |

|           |           |                         |
| Baier 29’ | Marcatori | 79’ Hofmann 82’ Raffael |

| Arbitro: | Gräfe |

|  |           |            |
|  | Marcatori | 52’ Hazard |

| Arbitro: | Gräfe |

|  |           |            |
|  | Marcatori | 70’ Bailey |

## Statistiche

### Statistiche di squadra
| Competizione      | Punti | In casa | In casa | In casa | In casa | In casa | In casa | In trasferta | In trasferta | In trasferta | In trasferta | In trasferta | In trasferta | Totale | Totale | Totale | Totale | Totale | Totale | DR |
| Competizione      | Punti | G       | V       | N       | P       | Gf      | Gs      | G            | V            | N            | P            | Gf           | Gs           | G      | V      | N      | P      | Gf     | Gs     | DR |
| ----------------- | ----- | ------- | ------- | ------- | ------- | ------- | ------- | ------------ | ------------ | ------------ | ------------ | ------------ | ------------ | ------ | ------ | ------ | ------ | ------ | ------ | -- |
| Bundesliga        | 47    | 17      | 9       | 4       | 4       | 28      | 20      | 17           | 4            | 4            | 9            | 19           | 32           | 34     | 13     | 8      | 13     | 47     | 52     | -5 |
| Coppa di Germania | -     | 1       | 0       | 0       | 1       | 0       | 1       | 2            | 2            | 0            | 0            | 3            | 1            | 3      | 2      | 0      | 1      | 3      | 2      | +1 |
| Totale            | -     | 18      | 9       | 4       | 5       | 28      | 21      | 19           | 6            | 4            | 9            | 22           | 33           | 37     | 15     | 8      | 14     | 50     | 54     | -4 |

### Andamento in campionato
| Giornata  | 1 | 2 | 3 | 4  | 5 | 6 | 7 | 8 | 9 | 10 | 11 | 12 | 13 | 14 | 15 | 16 | 17 | 18 | 19 | 20 | 21 | 22 | 23 | 24 | 25 | 26 | 27 | 28 | 29 | 30 | 31 | 32 | 33 | 34 |
| --------- | - | - | - | -- | - | - | - | - | - | -- | -- | -- | -- | -- | -- | -- | -- | -- | -- | -- | -- | -- | -- | -- | -- | -- | -- | -- | -- | -- | -- | -- | -- | -- |
| Luogo     | C | T | C | T  | C | T | C | T | C | T  | C  | T  | C  | T  | C  | T  | C  | T  | C  | T  | C  | T  | C  | T  | C  | T  | C  | T  | C  | T  | C  | T  | C  | T  |
| Risultato | V | N | P | N  | V | P | V | V | P | V  | N  | V  | V  | P  | N  | P  | V  | P  | V  | P  | P  | P  | P  | V  | N  | P  | N  | N  | V  | P  | V  | N  | V  | P  |
| Posizione | 5 | 5 | 9 | 10 | 7 | 9 | 7 | 5 | 8 | 6  | 8  | 4  | 4  | 4  | 4  | 8  | 6  | 6  | 5  | 7  | 8  | 10 | 10 | 7  | 8  | 9  | 9  | 9  | 8  | 8  | 8  | 9  | 9  | 9  |

Legenda:

Luogo: C = Casa; T = Trasferta. Risultato: V = Vittoria; N = Pareggio; P = Sconfitta.

### Statistiche dei giocatori
| Giocatore      | Bundesliga | Bundesliga | Bundesliga  | Bundesliga | Coppa di Germania | Coppa di Germania | Coppa di Germania | Coppa di Germania | Totale   | Totale | Totale      | Totale     |
| Giocatore      | Presenze   | Reti       | Ammonizioni | Espulsioni | Presenze          | Reti              | Ammonizioni       | Espulsioni        | Presenze | Reti   | Ammonizioni | Espulsioni |
| -------------- | ---------- | ---------- | ----------- | ---------- | ----------------- | ----------------- | ----------------- | ----------------- | -------- | ------ | ----------- | ---------- |
| M. Nicolas     | -          | -          | -           | -          | -                 | -                 | -                 | -                 | -        | -      | -           | -          |
| T. Sippel      | 5          | 0          | 0           | 0          | -                 | -                 | -                 | -                 | 5        | 0      | 0           | 0          |
| Y. Sommer      | 30         | 0          | 1           | 0          | 3                 | 0                 | 0                 | 0                 | 33       | 0      | 1           | 0          |
| M. Benger      | 1          | 0          | 0           | 0          | -                 | -                 | -                 | -                 | 1        | 0      | 0           | 0          |
| J. Beyer       | -          | -          | -           | -          | -                 | -                 | -                 | -                 | -        | -      | -           | -          |
| M. Doucouré    | -          | -          | -           | -          | -                 | -                 | -                 | -                 | -        | -      | -           | -          |
| M. Egbo        | 1          | 0          | 0           | 0          | -                 | -                 | -                 | -                 | 1        | 0      | 0           | 0          |
| N. Elvedi      | 33         | 2          | 6           | 0          | 3                 | 0                 | 0                 | 0                 | 36       | 2      | 6           | 0          |
| M. Ginter      | 34         | 5          | 2           | 0          | 3                 | 0                 | 0                 | 0                 | 37       | 5      | 2           | 0          |
| J. Hoffmanns   | -          | -          | -           | -          | -                 | -                 | -                 | -                 | -        | -      | -           | -          |
| T. Jantschke   | 13         | 0          | 2           | 0          | 1                 | 0                 | 0                 | 0                 | 14       | 0      | 2           | 0          |
| F. Mayer       | 1          | 0          | 0           | 0          | -                 | -                 | -                 | -                 | 1        | 0      | 0           | 0          |
| R. Oxford      | 7          | 0          | 1           | 0          | 1                 | 0                 | 0                 | 0                 | 8        | 0      | 1           | 0          |
| J. Vestergaard | 32         | 3          | 5           | 0          | 2                 | 0                 | 0                 | 0                 | 34       | 3      | 5           | 0          |
| O. Wendt       | 28         | 1          | 2           | 0          | 3                 | 0                 | 0                 | 0                 | 31       | 1      | 2           | 0          |
| L. Bénes       | 2          | 0          | 0           | 0          | -                 | -                 | -                 | -                 | 2        | 0      | 0           | 0          |
| M. Cuisance    | 24         | 0          | 2           | 0          | 2                 | 0                 | 1                 | 0                 | 26       | 0      | 3           | 0          |
| V. Grifo       | 17         | 0          | 0           | 0          | 1                 | 0                 | 0                 | 0                 | 18       | 0      | 0           | 0          |
| P. Herrmann    | 23         | 0          | 0           | 0          | 3                 | 0                 | 0                 | 0                 | 26       | 0      | 0           | 0          |
| A. Herzog      | -          | -          | -           | -          | -                 | -                 | -                 | -                 | -        | -      | -           | -          |
| J. Hofmann     | 23         | 0          | 0           | 0          | 2                 | 1                 | 0                 | 0                 | 25       | 1      | 0           | 0          |
| F. Johnson     | 10         | 1          | 0           | 0          | 2                 | 0                 | 0                 | 0                 | 12       | 1      | 0           | 0          |
| C. Kramer      | 27         | 3          | 5           | 0          | 1                 | 0                 | 1                 | 0                 | 28       | 3      | 6           | 0          |
| T. Strobl      | 4          | 0          | 0           | 0          | -                 | -                 | -                 | -                 | 4        | 0      | 0           | 0          |
| I. Traoré      | 7          | 0          | 0           | 0          | 2                 | 0                 | 0                 | 0                 | 9        | 0      | 0           | 0          |
| D. Zakaria     | 30         | 2          | 11          | 0          | 3                 | 0                 | 1                 | 0                 | 33       | 2      | 12          | 0          |
| R. Bobadilla   | 13         | 0          | 2           | 0          | 1                 | 0                 | 0                 | 0                 | 14       | 0      | 2           | 0          |
| J. Drmić       | 13         | 4          | 1           | 0          | 1                 | 0                 | 0                 | 0                 | 14       | 4      | 1           | 0          |
| T. Hazard      | 34         | 10         | 1           | 0          | 3                 | 1                 | 0                 | 0                 | 37       | 11     | 1           | 0          |
| Raffael        | 27         | 9          | 0           | 0          | 2                 | 1                 | 0                 | 0                 | 29       | 10     | 0           | 0          |
| B. Simakala    | -          | -          | -           | -          | -                 | -                 | -                 | -                 | -        | -      | -           | -          |
| L. Stindl      | 31         | 6          | 5           | 0          | 3                 | 0                 | 0                 | 0                 | 34       | 6      | 5           | 0          |
| J. Villalba    | 1          | 0          | 1           | 0          | -                 | -                 | -                 | -                 | 1        | 0      | 1           | 0          |